# Beleš
Pour les articles homonymes, voir Beles.
Beleš (en serbe cyrillique : Белеш) est un village de Serbie situé dans la municipalité de Dimitrovgrad, district de Pirot. Au recensement de 2011, il comptait 761 habitants.

## Démographie

### Évolution historique de la population
| 1948 | 1953 | 1961 | 1971 | 1981 | 1991 | 2002 | 2011 |
| ---- | ---- | ---- | ---- | ---- | ---- | ---- | ---- |
| 380  | 374  | 301  | 468  | 664  | 784  | 830  | 761  |

|  |